# Saint-Thibault (Oise)
Saint-Thibault é uma comuna francesa na região administrativa de Altos da França, no departamento de Oise. Estende-se por uma área de 10,62 km². Em 2010 a comuna tinha 297 habitantes (densidade: 28 hab./km²).